# Ghána hadereje

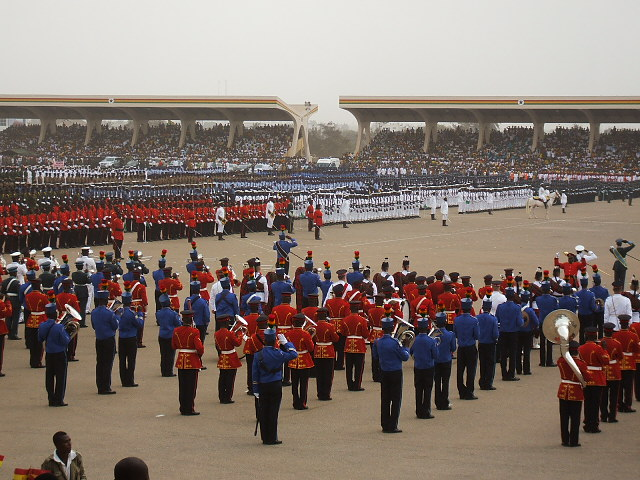
Katonai díszszemle Ghána függetlenné válásának 50. évfordulója alkalmából

Ghána hadereje a szárazföldi erőkből, a légierőből és a haditengerészetből áll. 1957-ben, az ország függetlenségének kivívása után alakult. 1966-tól széleskörűen részt vett a politikában és számtalan katonai puccsot hajtott végre. A hadsereg formális vezetője a köztársaság elnöke, de az aktív irányítást különböző tábornokok végzik.

## Fegyveres erők létszáma
- Aktív: 7000 fő

Az ezer lakosra jutó aktív katonák száma csupán 0,33, a világon a legalacsonyabb. Azonban a ghánai hadsereg az egyik legprofesszionálisabb Nyugat-Afrikában.

## Szárazföldi erők
Létszám
5000 fő
Állomány

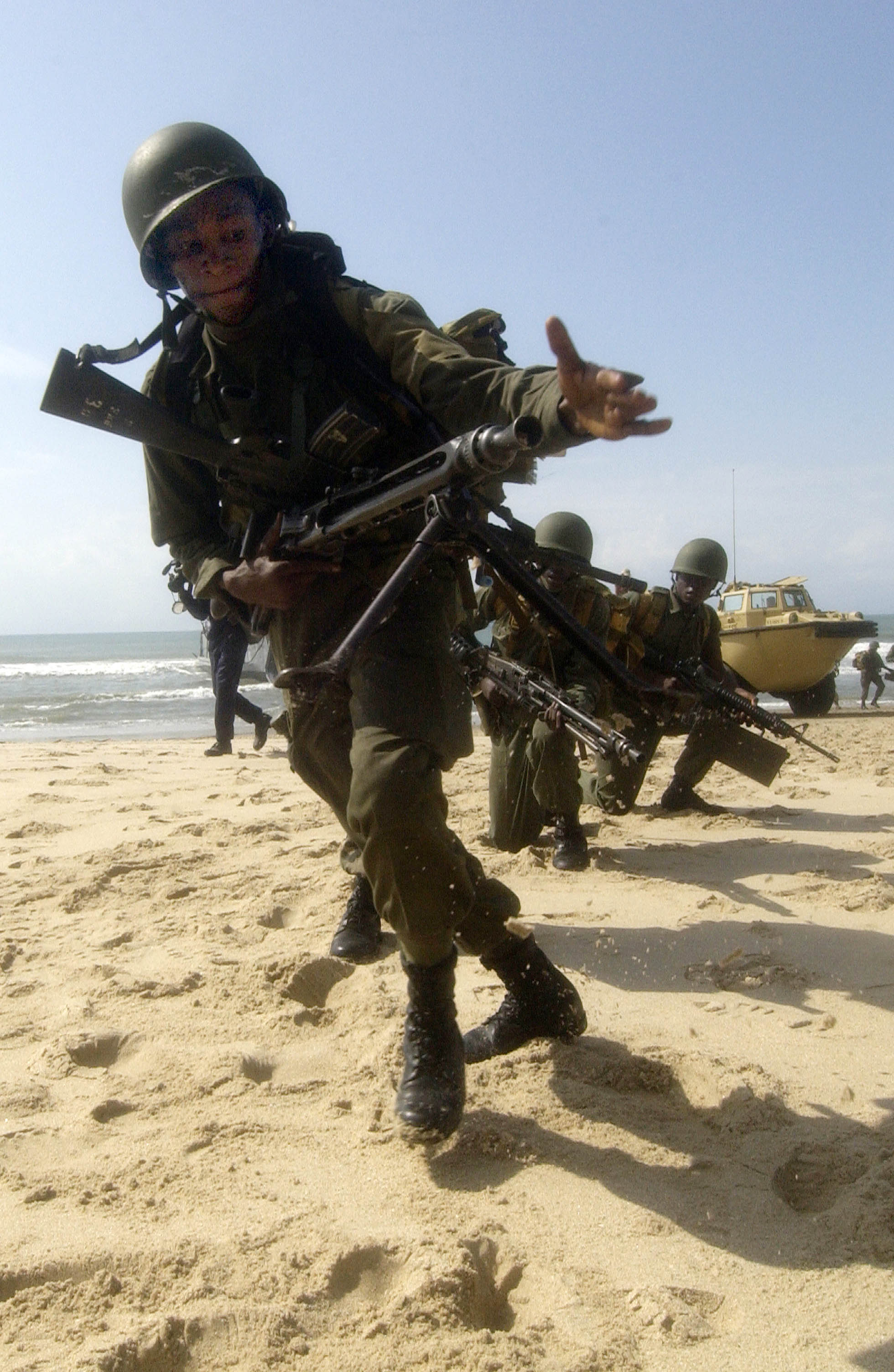
Amerika-ghánai hadgyakorlat

- 2 dandár (az északi dandár Kumasiban, a déli Accrában)
- Elnöki Gárda dandár
- 1 felderítő ezred
- 1 tüzér ezred
- 1 ejtőernyős század
- 1 műszaki zászlóalj

Felszerelés
- 5 db felderítő harcjármű
- 50 db páncélozott szállító jármű
- 6 db vontatásos tüzérségi löveg

## Légierő
Létszám
1000 fő

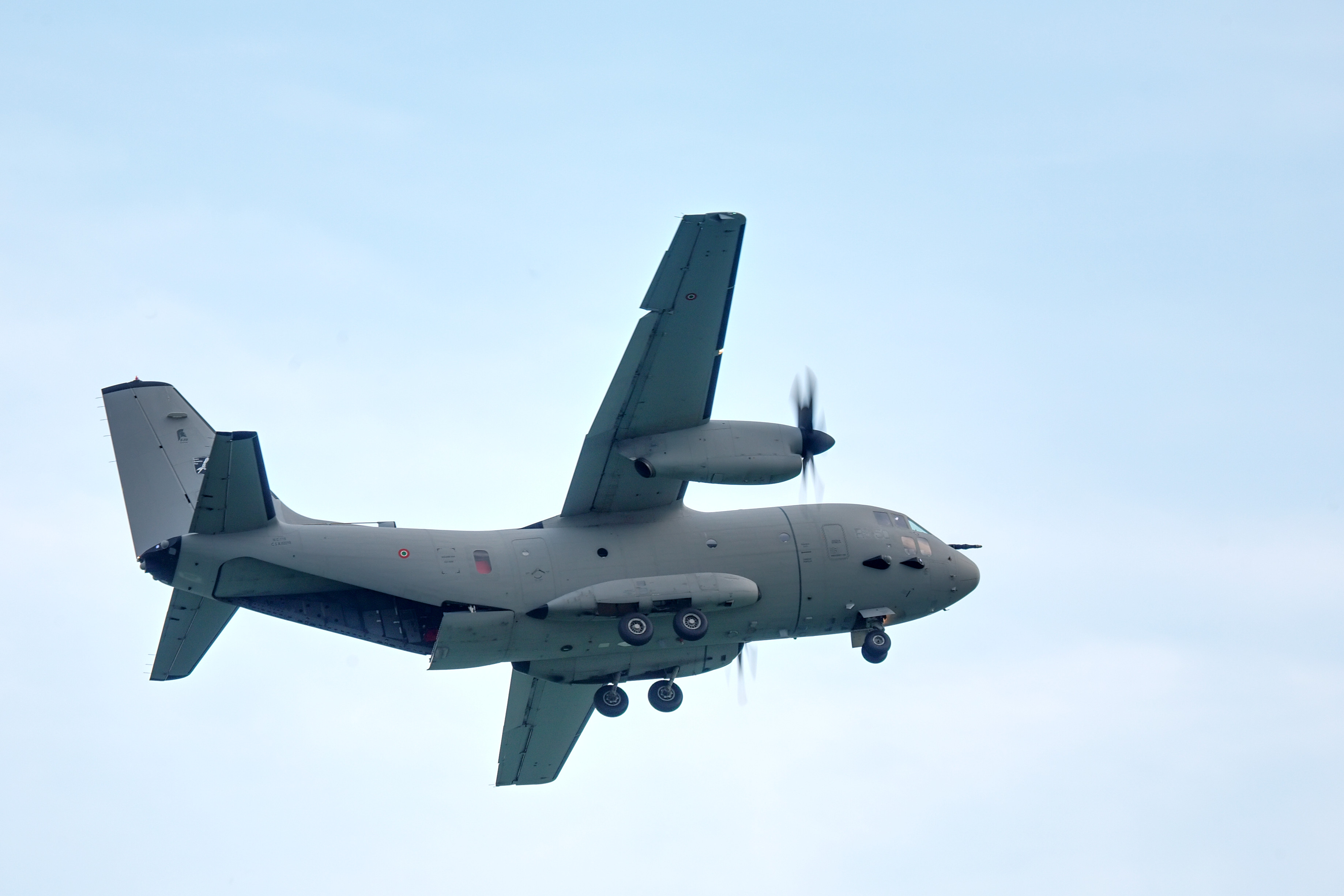
C27J Spartan

a légierő főhadiszállása a fővárosban, Accrában, van. További három támaszpont: Tamale (harci és kiképző bázis), Takoradi (kiképző bázis) és Kumasi (támogató bázis).
Felszerelés
- 20 db harci repülőgép
- 13 db szállító repülőgép
- 10 db szállító helikopter

## Haditengerészet
Létszám
1000 fő

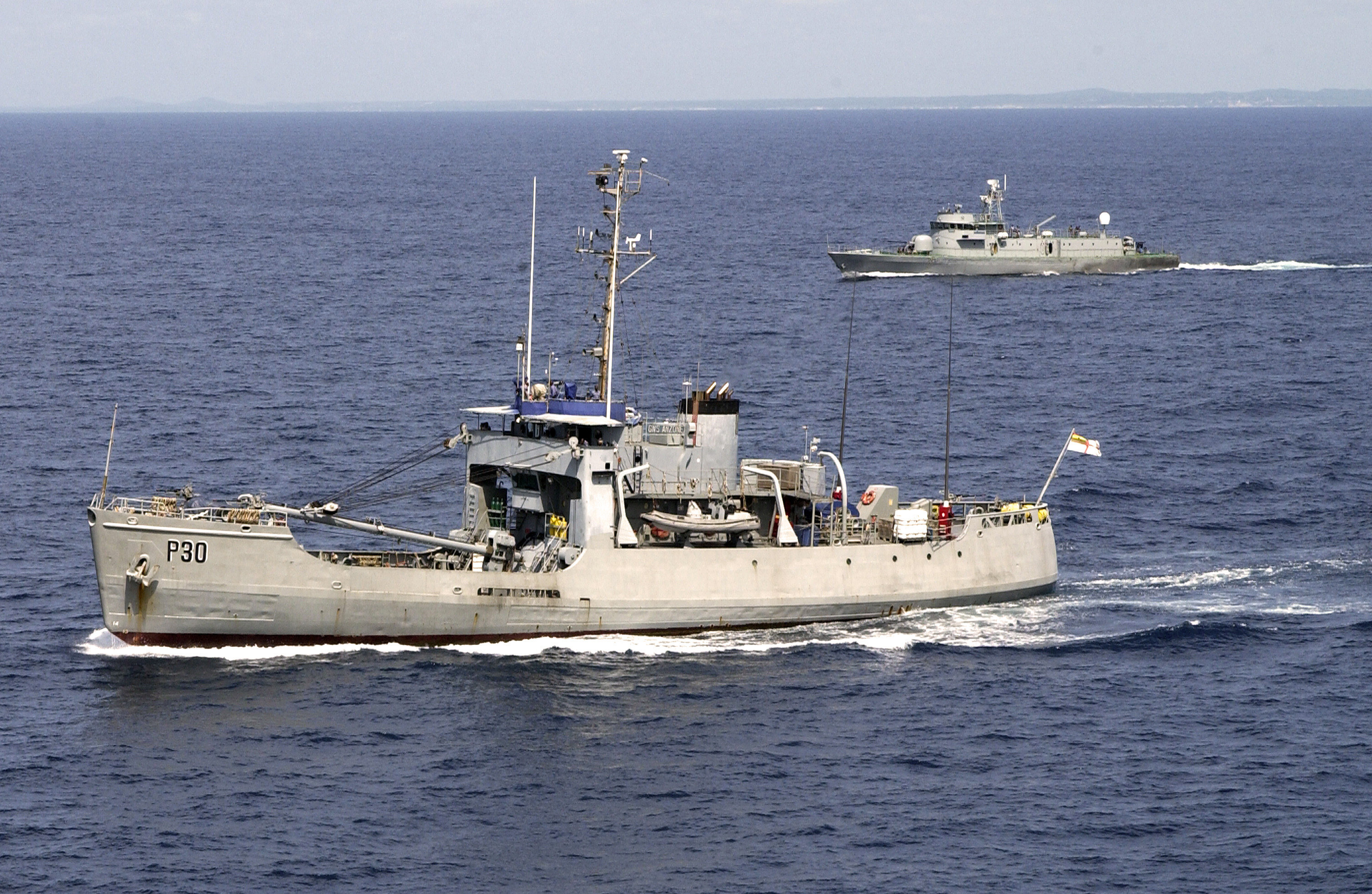
Ghánai GNS járőrhajók

A haditengerészet védi Ghána felségvizeit és felügyeli a halászatot. Ezenkívül ők látják el a Nyugat-Afrikai békefenntartó erőket utánpótlással. Az ő feladatuk a kalózkodás elleni harc és a bajba jutott ghánai állampolgárok esetleges kimenekítése konfliktusterületről.
Hadihajók
- 7 db járőrhajó